# Vícemil
Vícemil (en allemand : Witzemil) est une commune du district de Jindřichův Hradec, dans la région de Bohême-du-Sud, en République tchèque. Sa population s'élevait à 76 habitants en 2020.

## Géographie
Vícemil se trouve à 16 km au nord-nord-ouest de Jindrichuv Hradec, à 45 km au nord-est de České Budějovice et à 97 km au sud-sud-est de Prague.
La commune est limitée par Chotěmice au nord-ouest, par Deštná au nord-est et à l'est, et par Pluhův Žďár au sud-ouest et à l'ouest.

## Histoire
La première mention écrite du village date de 1378.